# فردریک جیمسون
فردریک جیمسون (انگلیسی: Fredric Jameson) (۱۴ آوریل ۱۹۳۴ – ۲۲ سپتامبر ۲۰۲۴) فیلسوف، منتقد و نظریه‌پرداز مارکسیست آمریکایی بود که بیشتر به خاطر تحلیل روندهای فرهنگی و خصوصاً تحلیل پست‌مدرنیته و سرمایه‌داری معروف است.
از آثار برجسته جیمسون می‌توان از پسامدرنیسم: منطق فرهنگی سرمایه‌داری متاخر و ناخودآگاه سیاسی نام برد.
جیمسون استاد ادبیات تطبیقی در دانشگاه دوک بود. در سال ۲۰۱۲، انجمن آمریکایی زبان نوین جایزه یک عمر تلاش آکادمیک را به جیمسون اعطا کرد.

## زندگی شخصی و مرگ
جیمسون با سوزان ویلیس ازدواج کرد و سه دختر داشت. او در ۲۲ سپتامبر ۲۰۲۴ در سن ۹۰ سالگی در خانه‌اش در کیلینگورت، کنتیکت درگذشت.

## آثار (ترجمه به فارسی)
- سارتر: ریشه‌های یک سبک. نیوهیون: انتشارات دانشگاه ییل. ۱۹۶۱.[۳]
- مارکسیسم و فرم: نظریه‌های دیالکتیکی قرن بیستم ادبیات. پرینستون: انتشارات دانشگاه پرینستون. ۱۹۷۱.[۳]
- زندان‌خانه‌ی زبان: نگاهی انتقادی به ساختارگرایی و فرمالیسم روسی. ترجمه‌ی حسین صافی پیرلوجه. تهران: نیماژ، ۱۴۰۲.
- ناخودآگاه سیاسی، ترجمهٔ حسین صافی پیرلوجه، تهران: نیماژ، ۱۴۰۰.
- نقشه‌نگاری شناختی، در کتاب نظریه‌های زیبایی‌شناسی (جیمسون و دیگران)، ترجمهٔ احسان حنیف، تهران: کتاب فکر نو، ۱۳۹۹.
- ریموند چندلر: در جستجوی کلیت، ترجمهٔ شاپور بهیان، تهران: نیلوفر، ۱۳۹۹.
- کاپیتال: خوانشی از جلد یکم، ترجمهٔ عباس ارض پیما، تهران: دیبایه، ۱۳۹۳.
- پسامدرنیسم و جامعهٔ مصرفی، ترجمهٔ وحید ولی‌زاده، تهران: پژواک، ۱۳۹۱.